# Viborgs signalkompani
Viborgs signalkompani var en enhet i Viborgs röda garde under finska inbördeskriget. Kompaniet bestod uteslutande av kvinnor, dess befälhavare var Toini Mäkelä. 

## Verksamhet
Viborgs signalkompani bildades mindre än två veckor efter inbördeskrigets början den 8 februari 1918. Det var tillsammans med Helsingfors kvinnogarde och Valkeakoski kvinnogarde det första av sammanlagt 20 kvinnogarden som uppfördes under inbördeskriget. Kompaniet bestod av omkring 150 frivilliga arbetarkvinnor som fick utbildning i bland annat vapenhantering och olika signaleringsuppdrag. I början gjorde kompaniets medlemmar vakttjänst och utförde spaningsuppdrag utanför staden. Senare stred kvinnorna i Viborgs signalkompani på Sankt Andreefronten och i slaget om Viborg.
Åtta kompanimedlemmar dödades i slaget vid Pullila den 13 april i Sankt Andree. Många avrättades efter att Viborg fallit i maj. Somliga övergav sig till de vita, men de allra flesta i signalkompaniet lyckades fly till Sovjetryssland. Där anslöt man sig till det finska kvinnokompani som organiserades av deras tidigare befälhavare Toini Mäkelä i Petrograds finska röda garde. Det nya kvinnokompaniet deltog bland annat i framgångsrika strider mot den finska Aunus-expeditionen under sommaren 1919.